# Vultee A-19
Die Vultee A-19 war ein US-amerikanischer leichter, zur Luftnahunterstützung vorgesehener Bomber von Vultee Aircraft. Grundlage für die A-19 war die Vultee V-11, die für den Einsatz beim United States Army Air Corps (USAAC) geringfügig geändert wurde, um im Vergleich mit leichten, zweimotorigen Schlachtflugzeugen Daten zu sammeln.

## Konstruktionsmerkmale und Entwicklung
Gegen Ende der 1930er-Jahre bevorzugte das USAAC leichte, zweimotorige Flugzeuge für den Einsatz zur Luftnahunterstützung. Im Sommer 1938 wurden jedoch sieben Vorserien-Maschinen YA-19 für vergleichende Fluguntersuchungen bestellt. Die YA-19 war mit sechs MG Kaliber .30 ausgerüstet und konnte eine Bombenlast von 1.080 Pfund (rund 490 kg) im Rumpf mitführen. Angetrieben wurde sie von einem luftgekühlten Doppelsternmotor Pratt & Whitney R-1830 Twin Wasp mit einer Leistung von rund 895 kW. Die dreiköpfige Besatzung bestand aus einem Piloten, einem Beobachter/Schützen und einem Bombenschützen/Fotograf. Der Erstflug der YA-19 fand am 27. Januar 1939 statt.
Ein interessantes Merkmal der YA-19 war, dass ihr Höhenleitwerk auf dem Rumpf vor dem Seitenleitwerk angebracht war. Das Seitenleitwerk war aufgrund einer zu geringen Dimensionierung für eine Richtungsinstabilität verantwortlich. Die letzte YA-19 mit der USAAC-Seriennummer 38-555 wurde daher mit einem vergrößerten Seitenleitwerk versehen, was aber das Problem nicht endgültig lösen konnte.
Die vergleichenden Flugversuche zeigten, dass ein zweimotoriges Flugzeug eine höhere Geschwindigkeit erreichen und dabei eine stärkere Bewaffnung und höhere Bombenzuladung aufnehmen konnte. Daraufhin wurde keine weitere YA-19 mehr angefordert. Nach den vergleichenden Flugversuchen erhielten die YA-19 jedoch die reguläre Bezeichnung A-19 und wurden kurzzeitig der 17th Attack Group auf March Field in Kalifornien zugeteilt.

## Einsatzhistorie

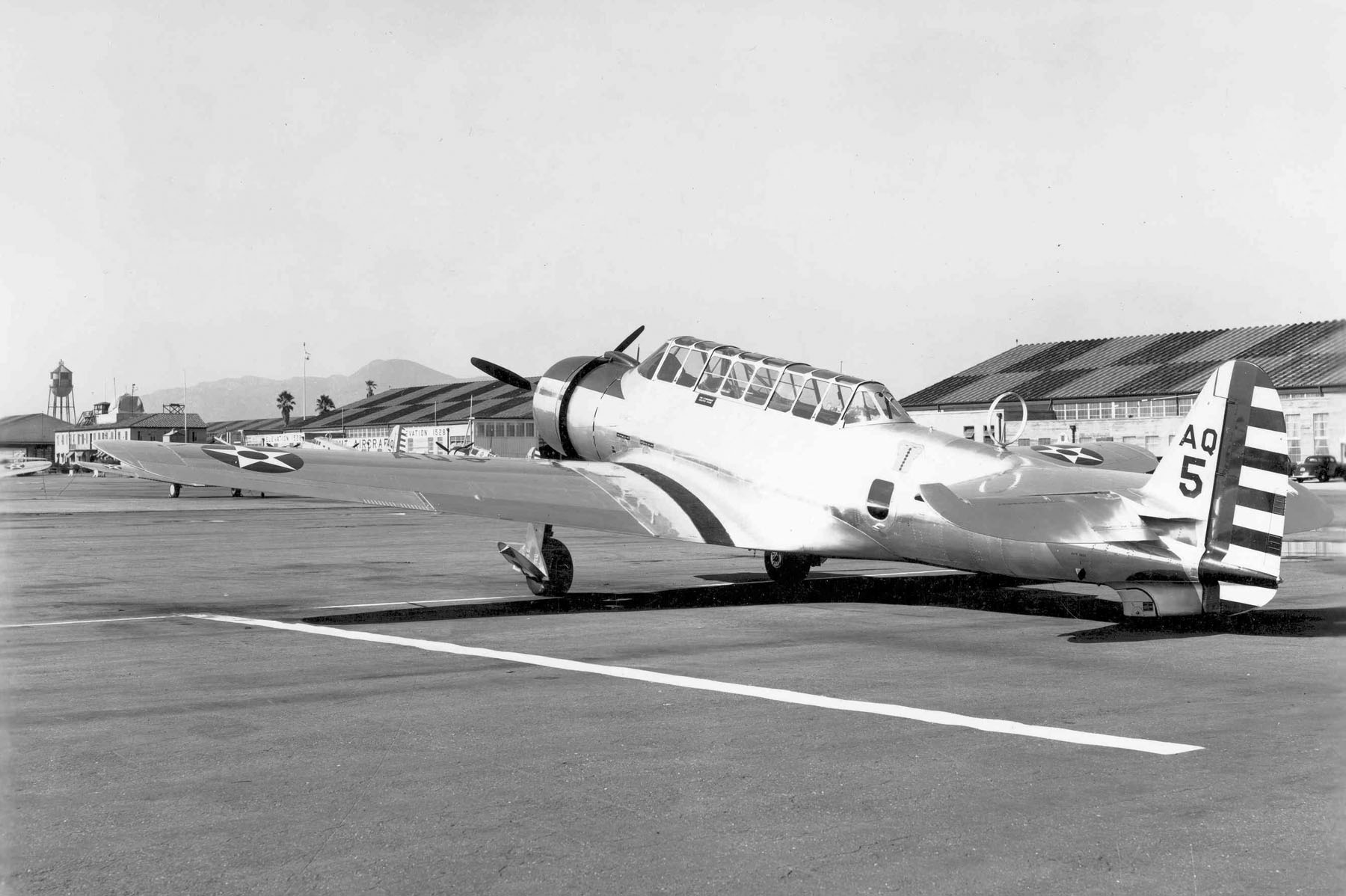
Vultee YA-19 Nr. 5, 17th Attack Group, March Field, Kalifornien, 12. September 1939

Die 17th Attack Group wurde in die Panamakanalzone überführt. Dort wurden die A-11 für Versorgungsflüge und als Verbindungsflugzeuge eingesetzt. Die A-19 kamen beim USAAC nie zum Kampfeinsatz und wurden Anfang der 1940er Jahre sehr bald durch bessere Muster ersetzt.
Obwohl die YA-19 es in den USA nicht sehr weit brachte, wurden die Flugzeuge des Typs unter der Exportbezeichnung Vultee V-11 in relativ großer Anzahl an andere Länder verkauft. V-11 und V-12 war die firmeninterne Bezeichnung von Vultee für ihre populärsten Flugzeugtypen. Diverse Modelle der V-11 wurden an Brasilien, China, die Türkei und die Sowjetunion verkauft. Die V-12 (Modell C und D) wurden an China verkauft.
Bei den Chinesen wurde die V-11/12 mit etwas Erfolg als leichter Bomber eingesetzt. So wurde ein von Japanern besetzter Flugplatz bei Yuncheng am 5. Februar 1939 von vier V-11 des 10. Geschwaders der Republikanisch Chinesischen Luftwaffe bombardiert. Anschließend wurden die Flugzeuge jedoch vom Fronteinsatz abgezogen und für Schulungszwecke und als Verbindungsflugzeuge während der 1940er Jahre eingesetzt.

## Varianten

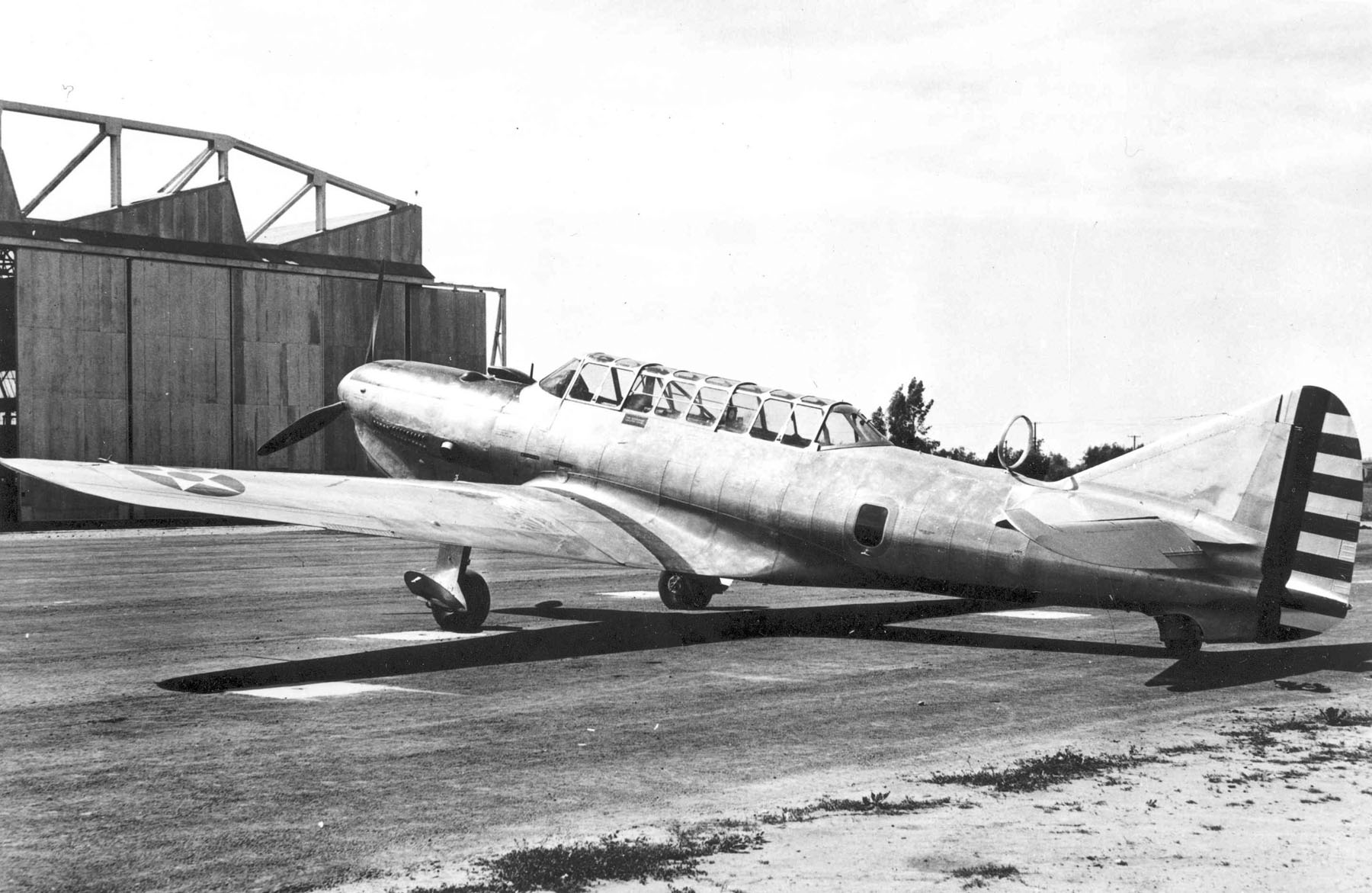
Vultee XA-19A mit einem Lycoming-O-1230-Motor

YA-19
Basisvariante der YA-19. Sieben Exemplare bestellt, fünf ausgeliefert. Seriennummern: 38-549, 38-551 bis 38-554.
XA-19A
Die letzte bestellte YA-19 (Serien-Nr. 38-555) wurde unter der Bezeichnung XA-19A als Versuchsträger für Motoren eingesetzt. Sie wurde von einem Lycoming O-1230-1 angetrieben und erhielt ein vergrößertes Seitenleitwerk. Später wurde sie umgerüstet zur XA-19C. Erstflug 22. Mai 1940.
XA-19B
Die zweite YA-19 (Serien-Nr. 38-550) wurde unter der Bezeichnung XA-19B ebenfalls als Versuchsträger für Motoren eingesetzt. Sie wurde von einem Sternmotor Pratt & Whitney R-2800-1 mit 1340 kW angetrieben.
XA-19C
Die XA-19A (Serien-Nr. 38-555) erhielt statt des Lycoming-Motors einen Pratt & Whitney R-1830-51 und die Bezeichnung XA-19C. Die Leistung war ähnlich der YA-19.
A-19
Die übrigen fünf YA-19 wurden beim Übergang in den aktiven Einsatz zu A-19 umbenannt.

## Betreiber
- Brasilien: Vultee V-11
- China: Vultee V-11 und Vultee V-12C/D
- Sowjetunion: Vultee V-11 (Lizenzbezeichnung BSch-1 und PS-43)
- Türkei: Vultee V-11
- Vereinigte Staaten

## Technische Daten

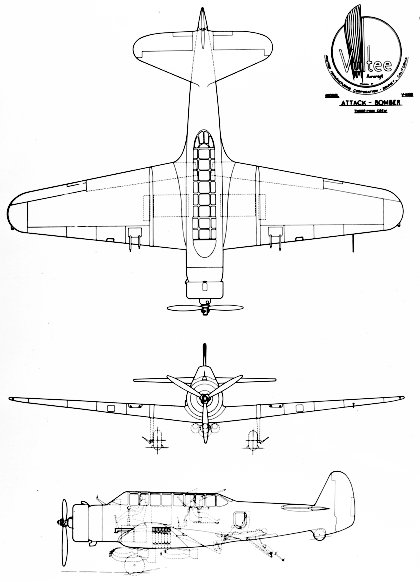
Dreiseitenansicht der V-11GB

| Kenngröße             | Daten (YA-19) |
| --------------------- | --- |
| Besatzung             | 3 |
| Länge                 | 11,53 m |
| Spannweite            | 15,24 m |
| Höhe                  | 3,05 m |
| max. Startmasse       | 4726 kg |
| Triebwerk             | ein Sternmotor Pratt & Whitney R-1830-17 mit 895 kW (1.217 PS) Leistung                                                                    |
| Höchstgeschwindigkeit | 370 km/h |
| max. Reichweite       | 2173 km |
| Gipfelhöhe            | 6250 m |
| Bewaffnung            | vier nach vorne gerichtete MG Browning M1919 ein nach hinten gerichtetes MG Browning M1919 nach unten gerichtetes MG 490 kg Bombenzuladung |